# Ohledání
Ohledání je jeden z možných důkazů, který lze využít, pokud je třeba zjistit fakta o určité věci, místě nebo i osobě. Spočívá v osobním, přímém a bezprostředním pozorování a zkoumání, vyhledávání relevantních změn a v dokumentaci zjištěných informací. Dominantní je v soudním řízení, lze ho však využít i v řízení správním.

## Trestní řízení
V trestním řízení je ohledání nejčastější. Provádí se tehdy, pokud je třeba přímým pozorováním objasnit skutečnosti důležité pro trestní řízení. Přibírá se k němu zpravidla znalec a sepisuje se o něm protokol, který má kvůli úplnému a věrnému obrazu předmětu ohledání obsahovat fotografie, náčrty, plánky apod. Kromě ohledání věci nebo místa trestní řád za ohledání považuje i:
- prohlídku těla a jiné podobné úkony, např. odběr krve
- exhumaci a prohlídku a pitvu mrtvoly
- vyšetření duševního stavu

## Občanské soudní řízení
Pokud je možné věc, která má být předmětem ohledání, dopravit k soudu, provede se ohledání u soudu. Jinak se provádí na místě samém, k čemuž se předvolají ty osoby, které se jinak předvolávají k soudnímu jednání.
V občanském soudním řízení také platí, že pokud je již ohledána věc, která byla jako důkaz zajištěna, toto zajištění automaticky zanikne.